# العلاقات البوسنية التشيكية
العلاقات البوسنية التشيكية هي العلاقات الثنائية التي تجمع بين البوسنة والهرسك والتشيك.

## مقارنة بين البلدين
هذه مقارنة عامة ومرجعية للدولتين:
| وجه المقارنة                                              | البوسنة والهرسك                                             | التشيك                                                                            |
| --------------------------------------------------------- | ----------------------------------------------------------- | --------------------------------------------------------------------------------- |
| المساحة (كم2)                                             | 51.20 ألف                                                   | 78.87 ألف                                                                         |
| عدد السكان (نسمة)                                         | 3.51 مليون                                                  | 10.52 مليون                                                                       |
| الكثافة السكانية (ن./كم²)                                 | 68.55                                                       | 133.38                                                                            |
| العاصمة                                                   | سراييفو                                                     | براغ                                                                              |
| اللغة الرسمية                                             | اللغة البوسنوية، اللغة الكرواتية، اللغة الصربية             | اللغة التشيكية                                                                    |
| العملة                                                    | مارك بوسني                                                  | كرونة تشيكية، كرونة تشيكوسلوفاكية                                                 |
| الناتج المحلي الإجمالي (بليون دولار)                      | 18.17 مليار                                                 | 215.73 مليار                                                                      |
| الناتج المحلي الإجمالي (تعادل القوة الشرائية) بليون دولار | 41.35 مليار                                                 | 356.15 مليار                                                                      |
| الناتج المحلي الإجمالي الاسمي للفرد دولار أمريكي          | 4.25 ألف                                                    | 17.55 ألف                                                                         |
| الناتج المحلي الإجمالي للفرد دولار أمريكي                 | 10.43 ألف                                                   | 31.19 ألف                                                                         |
| مؤشر التنمية البشرية                                      | 0.733                                                       | 0.878                                                                             |
| رمز المكالمات الدولي                                      | +387                                                        | +420                                                                              |
| رمز الإنترنت                                              | .ba                                                         | .cz                                                                               |
| المنطقة الزمنية                                           | توقيت وسط أوروبا، ت ع م+01:00، ت ع م+02:00، أوروبا/سراييفو ‏ | ت ع م+01:00، ت ع م+02:00، توقيت وسط أوروبا، توقيت وسط أوروبا الصيفي، أوروبا/براغ ‏ |

## منظمات دولية مشتركة
يشترك البلدان في عضوية مجموعة من المنظمات الدولية، منها:
| علم المنظمة | اسم المنظمة                               | تاريخ انضمام البوسنة والهرسك | تاريخ انضمام التشيك |
| ----------- | ----------------------------------------- | ---------------------------- | ------------------- |
|             | مؤسسة التنمية الدولية                     | 25 فبراير 1993               | 1993                |
|             | اتفاقية السماوات المفتوحة                 | ?                            | ?                   |
|             | منظمة الأمن والتعاون في أوروبا            | 30 أبريل 1992                | 1993                |
|             | المنظمة الأوروبية لسلامة الملاحة الجوية   | 2004                         | 1996                |
|             | مؤسسة التمويل الدولية                     | 25 فبراير 1993               | 1993                |
|             | مجلس أوروبا                               | 24 أبريل 2002                | ?                   |
|             | منظمة حظر الأسلحة الكيميائية              | ?                            | ?                   |
|             | الأمم المتحدة                             | 22 مايو 1992                 | 19 يناير 1993       |
|             | الاتحاد الدولي للاتصالات                  | 20 أكتوبر 1992               | 1993                |
|             | منظمة الشرطة الجنائية الدولية             | ?                            | ?                   |
|             | البنك الدولي للإنشاء والتعمير             | 25 فبراير 1993               | 1993                |
|             | الاتحاد البريدي العالمي                   | ?                            | ?                   |
|             | المركز الدولي لتسوية المنازعات الاستشارية | 13 يونيو 1997                | 22 أبريل 1993       |
|             | وكالة ضمان الاستثمار متعدد الأطراف        | 19 مارس 1993                 | 1993                |
|             | يونسكو                                    | 2 يونيو 1993                 | 22 فبراير 1993      |

## أعلام
هذه قائمة لبعض الشخصيات التي تربطها علاقات بالبلدين:
- إيفيكا أوسيم (لاعب كرة قدم بوسني، 6 مايو 1941[20] – )

## وصلات خارجية
- موقع وزارة الخارجية البوسنية
- موقع وزارة الخارجية التشيكية